# سوغوجاک (صندوق‌لی)
سوغوجاک (به ترکی استانبولی: Soğucak) یک منطقهٔ مسکونی در ترکیه است که در صندوق‌لی واقع شده‌است.